# Asino Miranda
L'asino Miranda o Asino Mirandese è una caratteristica sottospecie asino della regione di Miranda do Douro, in Portogallo. Presente nell'ambiente fin dai tempi antichi, questa varietà d'asino si è adattata al terreno montagnoso della regione e ai poveri nutrienti del suolo. Ha goduto di grande popolarità in passato, ma oggi l'animale è in pericolo di estinzione.

## Caratteristiche
L'asino di Miranda differisce da altre specie di asino per alcune caratteristiche. [Fonte] Pelo lungo, spesso, di colore marrone scuro, ha macchie chiare sul dorso inferiore e sul busto. Le orecchie sono pelose, grandi e larghe alla base e arrotondate sulla punta. Alto, circa 1,35 m, ha gambe robuste e spesse. Il suo temperamento è molto docile. Queste caratteristiche sono in linea con la gamma di temperatura della regione, che può variare notevolmente a seconda della stagione così come la mancanza di nutrienti.

## Estinzione e salvaguardia
In passato era situato nel centro della società Mirandese, avendo importanti fiere per il commercio di animali, i cosiddetti "asini equi". Anche se è ancora molto utile per le piccole comunità locali, come animale da trazione, da ripresa e per il trasporto, l'asino di Miranda è, tuttavia, in fase di progressiva riduzione della popolazione. Ciò è dovuto alla mancanza di interesse nell'allevare la specie, di fronte alle moderne alternative di trasporto e di trazione e gli impatti ambientali causati dall'uomo per il loro habitat e gli abusi subiti da alcuni esemplari della sottospecie. La miscelazione con altre specie è anche un rischio per la perpetuazione dell'asino di Miranda. Capendo che questo animale è una parte importante della cultura e della fauna, diversi gruppi hanno promosso iniziative per la conservazione e la riabilitazione dell'asino di Miranda nella società. Oggi sono un'alternativa economicamente e ambientalmente sostenibile, sia come animali domestici, dato il loro carattere docile, sia come parte della vita naturale della regione. Tra queste iniziative, si segnala l'Associazione per lo studio e la protezione di bestiame asinina (AEPGA) e il festival itinerante della cultura tradizionale "L Burro I L Gueiteiro", con la partecipazione di gruppi come Galandum Galundaina.